# Colobostema caudiculum
Colobostema caudiculum är en tvåvingeart som beskrevs av Cook 1971. Colobostema caudiculum ingår i släktet Colobostema och familjen dyngmyggor. Inga underarter finns listade i Catalogue of Life.